# Potentilla ancistrifolia
Potentilla ancistrifolia är en rosväxtart som beskrevs av Aleksandr Andrejevitj Bunge. Potentilla ancistrifolia ingår i Fingerörtssläktet som ingår i familjen rosväxter. Inga underarter finns listade i Catalogue of Life.